# Microregiunea Szentes
Microregiunea Szentes (în maghiară Szentesi kistérség) a fost o microregiune statistică (kistérség) din județul Csongrád, Ungaria.
Cu o populație de 41.058 locuitori și o suprafață de 813,84 km2, aceasta a existat până în 2014, când în Ungaria, microregiunile ”kistérségek” au fost înlocuite de districte (járások).